# Manfred H. Freude

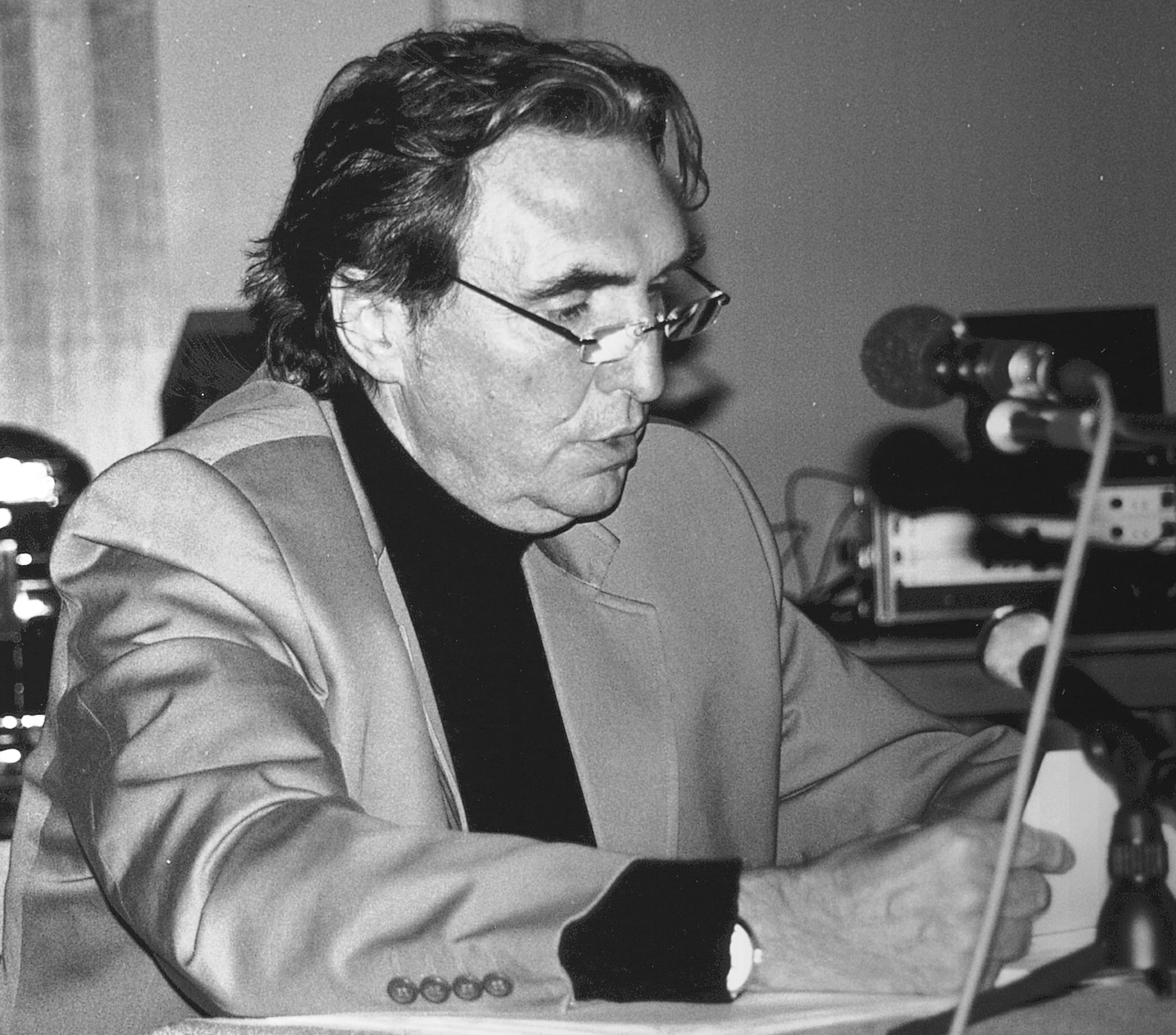
Manfred H. Freude (2011)

Manfred Hubert Freude (* 2. April 1948 in Aachen) ist ein deutscher Lyriker und Schriftsteller.

## Leben
Manfred H. Freude wuchs in Aachen auf, wo er bis heute lebt. Er war nach eigenen Angaben u. a. als Kaufmann, Handwerker, Unternehmensberater sowie Makler tätig und studierte als Gasthörer an der RWTH Aachen Kunstgeschichte, Philosophie sowie Sprach- und Literaturwissenschaften.
Erste Gedichte schrieb Freude bereits 1968. Er hat Kurzgeschichten, Dramatische Dichtung, philosophische Essays, Literaturtheorien sowie Interpretationen verfasst und sie ab 2005 in zahlreichen Selbstpublikationen vorgelegt, darunter auch mehrere Lyrikbände. Er ist in mehreren Lyrik-Anthologien vertreten. Im Jahr 2007 wurde sein Kurzdrama mit dem Titel Spiegel der Ideale am Theater Konradhaus auf der Festung Ehrenbreitstein aufgeführt, im Jahr darauf das Vorspiel Faust Arbeitswelten am gleichen Ort.
Freude ist Mitglied des Literaturbüros Euregio Maas-Rhein e. V., Projektleiter der Autorenlesung Silbenschmiede in Aachen sowie regional als Kurator für Lesungen und Kunstausstellungen tätig.

## Werke (Auswahl)

### Lyrik und Prosa
- Mallorkinische Reise. pro literatur Verlag, Mammendorf, 2005, ISBN 3-866-11189-4.
- Keine Genichte – Alles Gedichte. Engelsdorfer Verlag, Leipzig, 2005, ISBN 3-939-14441-X.
- Treibsand und Lianen. Engelsdorfer Verlag, Leipzig, 2006, ISBN 3-939-40464-0.
- Denkheft und Schriftmal. Engelsdorfer Verlag, Leipzig, 2006, ISBN 3-939-40467-5.
- Freude – Das dichterische Werk 2002–2006, Verlag Shaker Media, ISBN 978-3-86858-188-1
- Dichter am Gedicht – Edition Freude spezial. Engelsdorfer Verlag, Leipzig 2009, ISBN 978-3-869-01152-3.
- Lieder der Liebe – 100 Liebesgedichte. Verlag Shaker Media, Düren, 2010, ISBN 978-3-868-58439-4.
- Widerwort und Widerstreit – Lyrik & Dichtung. Verlag Shaker Media, Düren, 2010, ISBN 978-3-868-58365-6.
- Mit freudischen Grüßen. Engelsdorfer Verlag, Leipzig, 2011, ISBN 978-3-862-68460-1.
- SCHWAIGEN & NICHTSZ – Band 1. epubli, Berlin, 2012, ISBN 978-3-844-21662-2.
- In einem kalten Garten. Engelsdorfer Verlag, Leipzig, 2014, ISBN 978-3-957-44027-3.
- Wunden des Daseins, Lyrik. epubli, Berlin, 2016, ISBN 978-3-737-51439-2.
- Der Gedanke trägt einen Regenschirm. epubli, Berlin, 2019, ISBN 978-3-748-53933-9.

### Sachbücher
- Paul Celan – Leben, Dichtung und Kunst. epubli, Berlin, ISBN 978-3-737-56847-0.
- Die Ganze Wahrheit. Sachbuch. Verlag Grin, München, ISBN 978-3-668-05577-3.
- Schlagwort & Dichterstreit. Engelsdorfer Verlag, Leipzig 2009, ISBN 978-3-869-01153-0.
- ESKAPISMUSLYRIK. Lyriktheorie. epubli, Berlin 2012, ISBN 978-3-844-22180-0.
- Hinter dem Sprechen ist Nichtsz. Sprachphilosophie. epubli, Berlin, 2014, ISBN 978-3-844-28916-9.
- Goethe für Arme, Goethe einmal anders. epubli, Berlin 2018, ISBN 978-3-746-77888-4.
- Der verdrehte Hölderlin: Der verrückte, der zerbrochene, der verdrehte Hölderlin. epubli, Berlin 2019; ISBN 978-3-7502-5924-9

### Theaterstücke
- Machina oder Die Rettung. Theaterstück. Arbeitsbuch, 2010.
- SPIEGEL der IDEALE. Theaterstück. epubli, Berlin, 2011, ISBN 978-3-844-21530-4.
- 1848. Theaterstück. epubli, Berlin 2012, ISBN 978-3-844-21590-8.
- FREIHEIT Ich bereue Nichts! Theaterstück. epubli, Berlin 2012, ISBN 978-3-844-21590-8.
- HIMMEL & HÖLLE. Theaterstück. epubli, Berlin 2012, ISBN 978-3-844-21736-0.

### Als Herausgeber
- Anna Maria Hubertine Peeters-Aretz: Todeszug KZ Ravensbrück – Hin und Zurück. epubli, Berlin 2012. ISBN 978-3-844-23812-9.
- Anna Maria Hubertine Peeters-Aretz: Gesang einer Nachtigall. epubli, Berlin 2013. ISBN 978-3-8442-5697-0.